# Shinōkōshō
Shinōkōshō (jap. 士農工商, dt. „Schwertadel, Landwirtschaft, Handwerk, Handel“) bezeichnet das Vier-Stände-System im früh-neuzeitlichen Japan der Edo-Zeit, also die soziale und wirtschaftliche Ordnung zwischen dem 17. und 19. Jahrhundert.
Die Bevölkerung wurde je nach Beruf und Herkunft in 4 Stände aufgeteilt. Den obersten Stand bildete der Schwertadel (武士, bushi), gefolgt von dem der Bauern (百姓, hyakushō) und der Stadtbevölkerung (町人, chōnin), die sich wiederum aus Handwerkern und Händlern zusammen setzte. Über dem System standen die Höflinge des Kaiserhofs in Kyoto und die religiösen Berufe, unter dem System die verschiedenen Pariagruppen (Buraku).

## Schwertadel
Hauptartikel: Samurai
Dieser Schicht, auch bekannt als Samurai, gehörten die Vasallen der Führungselite, aber auch die Lehnsfürsten (Daimyō) und der Shōgun selbst an. Zusammen bildeten die Samurai kaum mehr als 6 % der Gesamtbevölkerung. Sie waren die politische und kulturelle Elite in der japanischen Frühen Neuzeit und standen in der Vier-Stände-Ordnung an oberster Stelle. Ihr Gehalt, das in der Regel in Reis bemessen wurde, bezogen sie von ihrem Lehnsherren, dem sie zur Treue verpflichtet waren. Nur selten wurde ihnen eigenes Land zugesprochen, von dessen Ertrag sie dann die gesamte Familie und die Bediensteten ernähren mussten. Sie waren verpflichtet in städtischen Quartieren zu leben, so entweder in der Burgstadt des Lehnsherren oder aber in den Unterkünften seiner Residenz in Edo. Samurai-Familien und ihre Bediensteten machten demnach einen beachtlichen Teil der Stadtbevölkerung aus.
Der Schwertadel ist aus einem Stand von Wehrbauern hervorgegangen und erst durch die zahlreichen Verordnungen der Tokugawa-Regierung sind sie zur herrschenden Klasse aufgestiegen. Ihre Privilegien bestanden unter anderem darin, dass sie als einzige Gesellschaftsschicht Familiennamen haben und zwei Schwerter, ein Langschwert (Katana) und ein Kurzschwert (Wakizashi), tragen durften. Dadurch hoben sie sich auch äußerlich am markantesten von der breiten Masse ab. Sie allein besaßen politisch-administrative Befugnisse. Registriert waren Angehörige des Schwertadels in Gruppen als Gefolgsleute von Lehnsherren. Der Zugang zu dieser Schicht sollte zwar durch Geburt stark begrenzt bleiben, geschickte Heiratspolitik ermöglichte es aber später Bürgern auch in diese Schicht aufzusteigen.
Besonders in der Anfangszeit der Tokugawa-Herrschaft gab es auch unter den Samurai noch erhebliche und genau zu beachtende Standesunterschiede. So wurde zum Beispiel differenziert, ob ein Samurai einem Daimyō oder aber dem Shōgun diente. Bis auf die ganz oberste Schicht vollführten Samurai eher unzureichend bezahlte Routineaufgaben, die zwar Zeit für Weiterbildungen und Vergnügungen ließen, viele aber dazu zwangen, sich zusätzlich als Lehrer oder Kleinhändler zu betätigen.
Durch die nach Beginn der Tokugawa-Herrschaft eintretende Friedenszeit stieg die Lebensqualität rasch an. Während dieser gesamten Periode aber bezogen Samurai trotz steigender und fallender Reispreise immer das gleiche Einkommen. Die Verordnungen des Bakufu, der Regierung unter dem Shōgun, zur Einhaltung von standesgemäßer Lebensführung (倹約令, Ken’yakurei) trieb besonders diese Schicht sehr schnell in wirtschaftliche Notlagen, sodass sich viele Familien und selbst die reichsten Fürstentümer (han) schon bald bei den aufsteigenden Kaufleuten hoch verschuldeten.

## Bauern
Die Bauern (百姓, hyakushō) machten mit fast 80 % den größten Teil der Gesamtbevölkerung aus. Sie standen nach konfuzianischen Auffassungen an zweiter Stelle in der Gesellschaft und nahmen somit eine deutlich höhere Position ein, als es in Europa der Fall war. Das ist nur logisch, erzielten sie doch das Einkommen für den Schwertadel, dem eigentlich jegliche wirtschaftliche Erwerbstätigkeit untersagt war. Auch waren sie deshalb der Stadtbevölkerung übergeordnet, da sie eben durch die Reisproduktion für das Steueraufkommen des Staates einen sehr viel höheren gesellschaftlichen Nutzen hatten.
Zur Landwirtschaft (農, nō) gehörte aber nicht nur der Anbau von Reis, sondern die Ausbeutung sämtlicher natürlicher Ressourcen, also auch die Erzeugung bzw. Gewinnung von Produkten wie Fisch, Seetang oder Holzkohle. Ebenso gehörte die Herstellung von Stoffen und Garnen zum Aufgabengebiet dieser Schicht, wobei letzteres eher von den Frauen übernommen wurde.
Organisiert war die bäuerliche Bevölkerung in zahlreichen Dörfern (mura), deren Bewohner, wie unter den Samurai auch üblich, in eine Ober- und Unterschicht eingeteilt waren. Zur dörflichen Oberschicht gehörten vor allem einige wohlhabende Grundbesitzer, die, im Gegensatz zum Rest der Bevölkerung, teilweise gut gebildet waren. Meist als Dorfvorsteher tätig, regelten sie die Abgabe von Steuern, die Organisation von zu erbringenden Frondiensten und sorgten vor allem für Ruhe und Ordnung. Die Mehrheit der ländlichen Bevölkerung aber war als Kleinbauer, Pächter oder Landarbeiter tätig. Sie standen unter einer strikten Kontrolle. So waren zum Beispiel Zusammenrottungen, direkte Eingaben an höhere Beamte oder gar Aufruhr strengstens untersagt.
Der Bauernstand war trotz seiner relativ hohen Stellung in der Gesellschaftsordnung mit am stärksten durch die Anti-Luxus-Gesetze betroffen. Die Verbote waren genauer, und selbst ihre Sprache war merklich unfreundlicher. Sie durften, wie die Stadtbevölkerung auch, keine Familiennamen haben und keine Waffen tragen. Jeglicher Luxus in Kleidung, Wohnung und auch Ernährung war ihnen untersagt. Sie durften lediglich Leinwand oder Baumwolle tragen, mit Ausnahme des Dorfältesten, dem grobe Seide zugesprochen wurde, und die Restriktionen gingen in späteren Jahren sogar so weit, dass ein Schnittmuster für ihre Kleidung vorgeschrieben war, um Stoff zu sparen.
Was die Ernährung anging, so durften sie in den meisten Regionen, außer an bon (Totenfest), Neujahr oder zu anderen besonderen Gelegenheiten überhaupt keinen Reis essen und hatten sich von Gerste, Hirse, Blattgemüse oder Rüben zu ernähren. In schlechten Erntejahren gab es sogar zusätzliche Verbote, die das Herstellen und Konsumieren von Sake, Nudeln, Klößen, Tofu oder ähnlichem betrafen.
Um die Produktivität zu steigern, war es in einigen Gebieten üblich, Bauern den Zugang zur Bildung zu verschließen. So war in Sendai sogar der Verkauf von Büchern verboten. Zudem durften Bauern in der Regel keine Ringkämpfe oder Theater besuchen. Sie hatten jeden Tag auf dem Feld zu sein und wurden sogar angehalten, sich von ihren Frauen zu trennen, wenn diese faul waren oder einen Hang zu übermäßigem Luxus hatten.

## Stadtbevölkerung
Zur Stadtbevölkerung (町人, chōnin) zählten vor allem Handwerker und Kaufleute. Auch sie waren, ähnlich wie Samurai und Bauern, nicht als Individuen, sondern als Nachbarschaftsgruppen registriert und wurden von einem vom Herrn der Burgstadt bevollmächtigten Beamten beaufsichtigt. Unter ihnen wurde nicht immer zwischen zwei Klassen unterschieden. Meist wurden sie lediglich als nicht-Samuraibevölkerung der Städte zusammengefasst. In der frühen Edo-Zeit spielten sie allerdings noch eine zahlenmäßig geringe Rolle.
In den bürgerlichen Haushalten herrschte ein ebenso strenges Regiment wie in denen des Schwertadels. Die Angestellten waren auch hier ihren Hausherren zu strengstem Gehorsam verpflichtet, ein Vergehen konnte sogar bis zur Todesstrafe führen. Die Bürger der Städte hatten ähnlichen Vorschriften zu folgen wie die Bauern. Sie hatten keine Familiennamen und durften auch keine Waffen tragen. Zudem war es ihnen untersagt, Land zu besitzen.
Die Bürger fanden in der Wirtschaftsordnung des shinōkōshō den größten Vorteil. Sie waren in ihrer Existenz zwar keineswegs gesichert, hatten aber gelernt, dies zu ihrem Vorteil zu nutzen. Gerade ihr schnelles Aufsteigen führte zu den immer umfangreicher werdenden Ken’yakurei, den Anti-Luxus-Gesetzen, die alle Klassen betrafen. Schon bald lag nicht nur das städtische Wirtschaftsleben, sondern auch das kulturelle Leben in ihren Händen.

### Handwerker
Da sie nach konfuzianischen Wertvorstellungen einen höheren gesellschaftlichen Nutzen hatten, standen sie in der Gesellschaftsordnung noch über den Kaufleuten. Zum Handwerk (工, kō) zählten aber nicht nur die klassischen Handwerksberufe, auch Ärzte gehörten diesem Stand an, wobei diese anfangs eher „Arzt aus Erfahrung“ waren. Erst in der Meiwa-Ära, Mitte des 18. Jahrhunderts, entwickelte sich daraus mit der Gründung des Igakukan (医学館), des Instituts für medizinische Studien, ein Studiengang.
Handwerker standen meistens in einem bestimmten Dienstverhältnis zu den Häusern der bushi, für die sie verschiedene Arbeiten verrichteten. Geregelt wurde das Verhältnis durch so genannte oyabun. Diese waren für die Lieferung von Arbeitskräften für private, aber auch für öffentliche Arbeiten zuständig.
Handwerkliche Fähigkeiten wurden in der Regel von einer Generation an die nächste weitergegeben. Man musste den Beruf des Vaters erlernen und es war beinahe unmöglich aus dem Familienbetrieb auszusteigen. Selbstständigkeit konnte nur erlangt werden, wenn man sich vom Vater oder vom ältesten Bruder zum Oberhaupt einer Haupt- oder Zweigfamilie ernennen ließ.

Man unterschied unter den Handwerkern nochmal jene, die in der Burgstadt ein Haus hatten (居職, ishoku), das Haus verlassende Handwerker (出職, deshoku), wie zum Beispiel Zimmermann oder Maurer, und so genannte „Umherziehende“, die keinen festen Wohnsitz hatten (渡り, watari).

### Kaufleute
Händler bildeten die unterste Schicht der Gesellschaft in der japanischen Frühen Neuzeit. Da Japaner vor Beginn der Friedenszeit aber kaum Möglichkeiten zu eigenständiger wirtschaftlicher Betätigung hatten, wurde die Rolle der Händler vom bakufu enorm unterschätzt und sie fanden kaum Beachtung in den Vorschriften und Verordnungen. Natürlich unterlagen auch sie gewissen Einschränkungen, so durften sie zum Beispiel nur in Häusern mit maximal einem Obergeschoss wohnen und keine kostbaren Haushaltsgeräte besitzen. Sie lebten, wie Handwerker auch, getrennt von den Samurai, in Vierteln zusammen mit gleichen Berufsgruppen. Ansonsten hatten sie aber vergleichsweise viele Freiheiten und somit auch die Möglichkeit durch eigene Leistung zu Wohlstand zu gelangen.

## Die Idee
In den 80er Jahren des 16. Jahrhunderts gelang es dem Daimyō Toyotomi Hideyoshi, Japan unter seiner Herrschaft zu vereinen. Durch scharfe Kontrollen und Überwachung sowie durch die Beseitigung der städtischen Selbstverwaltungsrechte setzte er eine starke Zentralgewalt durch und versuchte so, die feudalen Strukturen zu stabilisieren. Nach Hideyoshis Tod kam Tokugawa Ieyasu an die Macht. Dieser ließ sich 1603 zum Shōgun ernennen und knüpfte an die sozialen und ökonomischen Maßnahmen des Hideyoshi an. Das Tokugawa-Regime versuchte die Gesellschaft zu immobilisieren und einzufrieren.
Nach der Einigung Japans wurde das Land in Fürstentümer, so genannte han, aufgeteilt, die von Lehnsfürsten (Daimyō) regiert wurden. Ein han war ein kleiner autonomer Staat mit einem eigenen politischen und wirtschaftlichen System. Über den Lehnsfürsten stand nur der Shōgun selbst, ihm waren sie und alle ihre Untergebenen zu Treue verpflichtet. Mittelpunkt eines jeden han war die Burgstadt, die Residenz des Daimyō, um die sich Samurai, Handwerker und Kaufleute zu versammeln hatten. Diese Aufteilung half bei der Errichtung einer Hierarchie, in der jede Gruppe eine selbstverwaltende Einheit war. Entscheidend in diesem neuen System war die Position und Funktion des Einzelnen und wie der Staat seine Macht auf diese ausübte. Danach wurde man zuerst nach Status und dann nach Gruppe beurteilt, wodurch jeder Person eine feste Position in der Gesellschaft zukam, erst im familiären Kontext, dann im beruflichen Umfeld. So wurde eine willkürliche Machtausübung auf den Einzelnen weitestgehend unterbunden; zugleich wurde der gesamte Verwaltungsapparat unpersönlicher, und der Einzelne bekam eine objektivere Sichtweise auf die Praktiken der Regierung. Hall nennt dies bezeichnend rule by status.

## Widersprüche
Das Vier-Stände-System beruhte auf alten konfuzianischen Wertvorstellungen, die sich bereits 2000 Jahre zuvor in China entwickelt hatten. Es sollte eine Analogie zu Natur und Kosmos darstellen: „Die Relation von Himmel und Erde – dem natürlichen ‚oben‘ und ‚unten‘ – entsprach so die Beziehung von Herrscher und Volk“. Widersprüche zeigten sich aber schon sehr bald nach der Einführung dieses Systems. Nach 1700 setzte eine lange Zeit der wirtschaftlichen Krise und Stagnation ein, das Einkommen des Schwertadels aber, das ja in festgelegten Reismengen bemessen wurde, konnte sich an die sich verändernden Umstände nicht anpassen. Ihr Einkommen blieb während der gesamten Tokugawa-Zeit, also beinahe 300 Jahre lang, gleich. Ihr Handwerk, nämlich der Krieg, brachte ihnen nach dem Eintreten der Friedenszeit nichts mehr ein. Andererseits durften sie keine eigenen wirtschaftlichen Unternehmungen durchführen. So kam es, dass sich Samurai nach und nach bei den Kaufleuten der Städte verschuldeten. Diese konnten nämlich ihren Vorteil aus der Vier-Stände-Ordnung ziehen. Vom Shōgunat kaum beachtet, nutzten sie die in der Geschichte des Landes erstmalige Möglichkeit zur freien Betätigung. Vermutlich hatte in den vorangegangenen Jahrhunderten neben dem Krieger das übrige Volk überhaupt keine Rolle gespielt, sodass die Regierung bei der Einführung des Systems die Auswirkungen der freien Wirtschaft massiv unterschätzte.
Händler und Kaufleute gelangten schon bald nach Beginn der Friedenszeit zu einem für die Position des Standes sehr beachtlichen Wohlstand und sie fingen an, sich auch kulturell fortzubilden. Ihr Lebensstandard erhöhte sich so sehr, dass er dem der bushi schon bald kaum noch nach stand, ihn, wenn anfangs auch nur vereinzelt, sogar übertraf. Das war der Führungselite natürlich ein Dorn im Auge, und die Gesetze zur standesgemäßen Lebensführung (Ken’yakurei) wurden eingeführt. Sie bezogen sich auf alle Bereiche des Lebens. In ihnen wurden Material, Farbe und Schnittmuster der Kleidung, die Ausstattung des Haushalts, Architektur, erlaubte Lebensmittel, sogar die Ausstattung von Puppen im Theater festgelegt. Mit Voranschreiten des Wohlstands aber machten sich viele Kaufleute immer weniger aus den sich mehrenden Verordnungen. Sie zogen sich in die Vergnügungsviertel der Städte zurück, in denen die Anti-Luxus-Gesetze keine Gültigkeit hatten und sie gemäß ihrem Einkommen leben konnten.
Ein großes Problem der Ken’yakurei war vor allem, dass sie nicht nur nach oben einschränkten, also besagten, man solle nicht über seinem Stand leben, sondern auch implizierten, dass man nicht darunter leben solle. Besonders für den Schwertadel stellten die ansteigenden Lebenshaltungskosten deshalb eine große finanzielle Hürde dar. Sie waren nun gezwungen, Kredite bei reichen Kaufleuten aufzunehmen, und es soll Quellen geben, die behaupten, dass allein die Verschuldung der Daimyō das Hundertfache der umlaufenden Geldmittel ausmachte. Zu erklären ist die hohe Verschuldung vor allem dadurch, dass die Daimyō in der Regel zwei Haushalte führten, einen in ihrer eigenen Burgstadt und einen in Edo. Zudem waren sie für den Bau von Schulen, die Ausbesserung der Verkehrswege und andere derartige Unterfangen in ihren Lehen zuständig.
Einige Bürger, die der Regierung gegenüber besondere Dienste geleistet hatten, durften teilweise sogar Familiennamen haben und ebenfalls zwei Schwerter tragen. Nach und nach verschwanden die starren Grenzen zwischen den vier Ständen – nicht zuletzt auch durch geschickte Heiratspolitik, die aber sehr bald wieder von der Regierung unterbunden wurde. Denn besonders in den 80er Jahren des 17. Jahrhunderts ließen sich reiche Bürger gegen große Summen Geld in Samuraifamilien adoptieren, um selber welche zu werden. Ein reges Auf- und Absteigen innerhalb der Klassen hatte begonnen, denn auch einige niedere Samurai beschlossen nicht selten, ihren Adelsstatus und damit ein Leben am Existenzminimum aufzugeben und Bürger zu werden.
Die Widersprüche dieser Vier-Stände-Ideologie und der gesellschaftlichen Realität wurden sehr schnell deutlich. So gab es in jeder Schicht sowohl reiche als auch arme Vertreter und die Lebensqualität, aber auch die Bildung des Einzelnen, wurde eher von ökonomischen Kriterien als von der Position in der Gesellschaftshierarchie bestimmt. Die vier Stände gaben also lediglich die gesellschaftliche Wertschätzung wieder, denn selbst ein wohlverdienender Händler stand noch unter dem ärmsten Samurai und musste diesen seines Standes angemessen behandeln.
Natürlich brachte diese Gesellschaftsform auch positive Dinge mit sich: Die Techniken in der Landwirtschaft zum Beispiel verbesserten sich stetig und brachten die ländliche Gemeinde relativ schnell von einer auf den Eigenbedarf konzentrierten zu einer auf Nachfrage basierenden Agrarwirtschaft. Zudem gilt die Edo-Zeit als eine der größten Blütezeiten der japanischen Kulturgeschichte.

## Jenseits von shinōkōshō
Die unter dem Begriff Shinōkōshō erfassten vier Stände und ihre gesellschaftliche Stellung lässt einige Gruppen völlig außer Acht. Dazu gehören zum einen die Höflinge (kuge), die Angehörigen des Kaiserhauses, sowie buddhistische Mönche und Shintō-Priester, die nach traditionellen Vorstellungen über der Gesellschaft existierten.
Zum anderen vernachlässigt es aber auch die breite Schicht der Bediensteten in städtischen Haushalten und Geschäften, Tagelöhner, wie zum Beispiel Wanderarbeiter, Schau- und Unterhaltungskünstler, die Bewohner und Akteure der Vergnügungs- und Bordellviertel, die allein schon 2 % der Bevölkerung ausmachten, sowie natürlich die breite Schicht der Pariagruppen, der Ausgestoßenen (Buraku). Vorzufinden waren sie vor allem im Raum Kyōto und Westjapan.
Was die Schau- und Unterhaltungskünstler angeht, so sind nicht gerade die großen Stars des Kabuki und Puppentheater repräsentativ für diese Schicht. Die niedrige Position im Ständesystem bezieht sich viel mehr auf die vielen Straßenkünstler, Gaukler, Geschichtenerzähler, Tänzerinnen und Wahrsager. Ihre Tätigkeit wurde oft mit Bettelei gleichgesetzt, wodurch sie den Hinin nahe gestellt wurden.

### Höflinge
Hauptartikel: Kuge
Über dem Shinōkōshō standen die Kuge, die Adligen des Hofes in Kyōto, die bereits im 11. Jahrhundert ihre Macht eingebüßt hatten, aber immer noch eine zeremonielle Funktion erfüllten.
Zu ihnen gehörten rund 70 Familien, die mit dem Kaiserhaus durch Blutsverwandtschaft oder aus Tradition verbunden waren. Auch hier gab es, wie in den anderen Schichten, eine innere Hierarchie. Die Ämter, die diese Familien bekleideten, waren allerdings nur noch rein formeller Natur und kamen nur dann zum Tragen, wenn sie Tätigkeiten innerhalb des Hofes betrafen.
Während der gesamten Tokugawa-Herrschaft hatten sie, ebenso wie der Kaiser (Tennō) selbst, keinen Einfluss auf das politische Geschehen. Es war ihnen untersagt, sich unter das Volk zu mischen oder gar bestimmte Stadtteile zu betreten, und so lebten sie fast völlig getrennt von der übrigen Gesellschaft.
Ebenso wie der Schwertadel bekamen auch die Höflinge je nach Stellung ein festes Gehalt zugeschrieben. Dadurch waren sie wirtschaftlich meist kaum besser gestellt als der Großteil der direkten Vasallen des Shōgun (Hatamoto) und sie gaben in der Regel zusätzlich Unterricht in der Dichtkunst und in der Kalligraphie.

### Pariagruppen
Hauptartikel: Buraku
Die Ausgrenzung von ganzen Personengruppen aus der Gesellschaft hat in Japan eine lange Tradition. Die Ursachen liegen nicht zuletzt in der Einteilung der Gesellschaft in vier Stände. Nach der hinter diesem System stehenden Ideologie des Konfuzianismus und auch des Buddhismus galt man als „unrein“, wenn man zum Beispiel beruflich in irgendeiner Form mit dem Tod zu tun hatte. Auch über diese Gruppen wurden umfangreiche Register geführt, sodass das Problem der Diskriminierung bis heute andauert.
Auch wenn der Begriff Eta-Hinin heute gerne zusammenfassend für Ausgestoßene in der Edo-Zeit benutzt wird, so gab es doch bedeutende Unterschiede für die Angehörigen dieser Gruppen.

#### Eta
Eta (穢多, dt. „viel Schmutz“) waren all diejenigen, die vor allem mit der Ledergewinnung und -verarbeitung zu tun hatten. Deutlich wird das in der ursprünglichen Bezeichnung Kawata, was Lederarbeiter heißt. Sie waren aber nicht nur ausschließlich dort tätig, sondern gingen auch Diensten im Strafvollzug sowie anderen als unrein oder verpönt geltenden Arbeitsfeldern nach. Vom 17. bis zum 19. Jahrhundert hatten sie vor allem die Pflicht, Tierkadaver zu beseitigen. Es war im Grunde, wie die Lederproduktion auch, ein ihnen von der Obrigkeit zugebilligtes Monopolgewerbe.
Entwickelt hat sich dieser Stand vermutlich aus den ärmsten Teilen der Bevölkerung. Sie mussten in besonderen Dörfern oder Vierteln außerhalb der Städte leben. Auch die Zugehörigkeit zu dieser Gruppe beruhte auf strikter Erblichkeit und die innere Ordnung entsprach wieder dem hierarchischen Modell. So gab es in jedem Dorf einen Ältesten, über denen Danzaemon, das „Oberhaupt der Eta“ (Etagashira), stand. Ähnlich wie die Lehnsfürsten musste er in Edo residieren und war direkt dem Shōgunat verantwortlich, besaß aber auch, besonders für einen Ausgestoßenen, beachtlichen materiellen Reichtum.
Die Diskriminierung dieser Gruppe war zu Beginn der Tokugawa-Herrschaft noch nicht sehr fortgeschritten. Erst Mitte des 17. Jahrhunderts wurde der Begriff Eta gebräuchlich und war 1657 sogar erstmals in einem Rechtstext der Regierung zu lesen. Besonders ab der Mitte des 18. Jahrhunderts wurden Kawata von weiten Teilen der Bevölkerung stark diskriminiert und durch zahlreiche Sondergesetze schikaniert. Eta wurde in dieser Zeit zu einem gängigen Begriff in offiziellen Dokumenten. Angehörige bezeichneten sich allerdings weiterhin als Kawata.
Besonders erwähnenswert für den Status der Kawata sind die regionalen Varianten dieses Berufsfeldes. Laut Ooms konnten Bauern in einigen Gebieten Tiere schlachten oder sogar als Jäger tätig sein, ohne sich dabei zu „verschmutzen“. In einigen Gebieten in Nord-Ost-Japan soll es sogar keine Ausgestoßenengemeinden gegeben haben, obwohl es auch dort ein produktives Lederverarbeitungsgewerbe gab. Dieses Beispiel zeigt, dass es auch im geeinten Japan nach Einführung des Shinōkōshō kein einheitliches System gab.

#### Hinin
Hinin (非人, dt. „Nicht-Menschen“) waren verurteilte Kriminelle, Behinderte, Blinde, Leprakranke und solche, die von ihren Familien verstoßen wurden. Es gab sogar einige wenige, die dieses Leben selbst gewählt hatten. Auch Hinin lebten zusammen mit den Kawata in gesonderten Vierteln oder Dörfern außerhalb der Städte. Es handelte sich um eine völlig verarmte Unterschicht, die überwiegend durch Bettelei existierte, aber auch die Unterhaltungskünste sowie klassische Kawata-Aufgaben wie das Begraben von Toten und das Häuten von Tieren zu ihrem Aufgabenspektrum zählte.
Der bedeutendste Unterschied zu den Kawata lag darin, dass man den Hinin-Status unter gewissen Umständen wieder verlassen konnte. Dies galt allerdings nicht für diejenigen, die in diesen Stand hinein geboren wurden oder diesem schon länger als zehn Jahre angehörten. Die Anderen konnten mit Genehmigung der Familie und Behörden wieder in den Stand des Bürgers aufsteigen.
Wie alle anderen Statusgruppen, war auch diese sehr gut organisiert. Sie hatten regionale Führer, denen sie zu Gehorsam verpflichtet waren, die ihnen aber wiederum Arbeit verschaffen konnten und sie außerdem bei Behörden vertraten. Auch sie kamen an den strengen Vorschriften zur Kleidung und Lebenshaltung nicht vorbei, die ihren niedrigen Gesellschaftsstatus deutlich machen und somit zur Aufrechterhaltung der Ständeordnung beitragen sollten.

## Nach der Meiji-Restauration
1869 wurde das Shinōkōshō im Rahmen der Meiji-Restauration abgeschafft. Bauern, Händler und Handwerker wurden zu normalen Bürgern. Eta und Hinin erhielten ebenfalls die Staatsbürgerschaft, wurden allerdings mit einem Stempel als „Neubürger“ gekennzeichnet. Kuge und Samurai wurden zu den Kazoku, einem neuen Adelsstand zusammengefasst, der sich am englischen Peerage-System orientierte.
Artikel 14 der geltenden japanischen Verfassung verbietet ausdrücklich jede Form von Adel und bestimmt, dass alle staatlichen Orden und Auszeichnungen keine Wirkung für die nächste Generation haben dürfen.